# Diego Bertie
Diego Felipe Bertie Brignardello (Lima, 2 de noviembre de 1967-Lima, 5 de agosto de 2022) fue un actor y cantante peruano. Conocido por haber protagonizado series de televisión, novelas, películas y teatro en Perú, Bolivia, Venezuela y México.

## Carrera artística
Junto con sus compañeros de Universidad del Pacífico (que habían formado un grupo pop rock llamado Imágenes), reemplazó a Gastón Acurio e integró la agrupación desde abril de 1986. En 1988, lanzó su primera producción discográfica llamada Nuestra versión, de la cual se desprenden éxitos como «Caras nuevas», «Los buenos tiempos» y «Una vez más». Abandonó sus estudios de Administración para estudiar Psicología en la Pontificia Universidad Católica del Perú en 1987. 
Se inició en la actuación en la versión peruana musical de Annie. En 1989, se inició en la televisión formando parte del elenco de producciones peruanas como Rosa de América, El hombre que debe morir, la segunda versión de Natacha, entre otras. Protagonizó las telenovelas Canela, Obsesión, Leonela, muriendo de amor y Cosas del amor.
Posteriormente estelarizó la telenovela venezolana Amantes de luna llena (2000) para Venevisión y Vale todo (2002) de Rede Globo y Telemundo.
En 2004, colaboró con Salvador del Solar en la película boliviana El atraco, dirigida por Paolo Agazzi.
En 2005, participó en las películas peruanas Una sombra al frente,Piratas en el Callao, y en la boliviana Los Andes no creen en Dios, dirigida por Antonio Eguino.
Bertie protagonizó la telenovela colombiana producida por Caracol Televisión La ex, en 2006, junto con Ruddy Rodríguez. El año siguiente, participó en un episodio de Tiempo final.
En 2008, participó en la versión latina estadounidense de Desperate Housewives: Amas de casa desesperadas, como Antonio.
En 2009, coprotagonizó la telenovela Bermúdez, producida y emitida por Caracol Televisión. El año siguiente, de regreso a Perú, protagonizó Los exitosos Gomes para Frecuencia Latina.
En 2013, continuó con su carrera en teatro en la obra Duelo de ángeles. Seguidamente, estelarizó el musical La novicia rebelde y debutó como director con la obra R y J. Seguidamente, actuó en Los locos Addams, el musical.
En 2015, se integró a la serie peruana Al fondo hay sitio, de América Televisión. Ese mismo año, se volvió voz en off de Radio La Inolvidable. 
En 2016, participó en la telenovela peruana El regreso de Lucas para América Televisión y Telefe. 
De 2017 a 2021, formó parte del elenco de la serie peruana De vuelta al barrio, de América Televisión, interpretando a Luis Felipe Sandoval Martínez.

### Carrera musical
Diego Bertie inició su carrera como cantante en abril de 1986, formando el grupo de rock Imágenes junto con sus compañeros de la Facultad de Administración de la Universidad del Pacífico; Aurelio «Chifa» García Miró en la batería, Hernán Campos en la guitarra y Dante Albertini en el bajo. A fines de ese año, la banda grabó los temas «A distancia» y «Los buenos tiempos». Este último se convirtió en un éxito durante el verano de 1987, alcanzando los primeros lugares en las listas de popularidad de algunas emisoras de radio del Perú.
El grupo Imágenes realizó pocas presentaciones en vivo, entre las cuales destacó su actuación en el Coliseo San Agustín en octubre de 1987 como telonero de la banda española Hombres G. Imágenes retornó a los estudios de grabación en 1988 y grabó —entre enero y marzo de ese año— su primer álbum de larga duración titulado Nuestra versión, el cual fue editado por el sello Discos Hispanos del Perú. En junio de ese año, se estrenó el sencillo «Caras nuevas», para luego lanzarse las canciones «Una vez más» y «Quién llora». Estas tres canciones contaron con sus respectivos videoclips en la segunda mitad de 1988. El grupo se separó en septiembre de ese año y sus integrantes tomaron rumbos distintos, siendo Diego el único que siguió ligado al medio artístico, aunque se dedicaría por completo a la actuación.
Después de haber grabado algunos temas como solista en 1990 bajo la producción de Pepe Ortega (entre ellos la canción «Natacha» que identificó a la telenovela del mismo nombre) y haber formado el grupo de corte grunge La Pequeña Muerte, decidió lanzarse como solista interpretando esta vez sus propias composiciones. En 1996 grabó su primera producción discográfica titulada Fuego azul, bajo la producción de Manuel Garrido-Lecca.
El álbum fue editado por Sony Music Perú y salió a la venta en 1997, siendo «Qué difícil es amar» su primer sencillo promocional, el cual contó con un videoclip protagonizado por la modelo Natalia Gallardo. A este éxito le siguieron «Amares», «Días de furia», «La noche» (tema principal de la telenovela del mismo nombre en la que actuó) y «El fuego que no ves» (compuesto por Pedro Suárez Vértiz). A excepción de este último, todos los temas fueron compuestos por el mismo Diego.
Diego Bertie cantó el tema «Canción de cuna», de la telenovela Travesuras del corazón, a dúo con Roxana Valdivieso.
En el año 2001, cantó el tema principal de la película El bien esquivo, del director peruano Augusto Tamayo, de la cual también fue protagonista.
En 2003, Diego Bertie lanzó su segundo disco como solista, titulado Cuando llega el amor.
Entre el mes de junio y julio del año 2022, relanzó su carrera de cantante, cantando sus mejores éxitos en locales muy populares del Perú y gozando de gran aceptación hasta el día de su fallecimiento.

## Vida personal
Hijo de Jaime Bertie Espejo y Enriqueta Brignardello Belmont, hizo estudios escolares en el Colegio Markham. Durante su juventud, se inclinó por la actuación al ver los musicales Annie y Evita. Ingresó a la Universidad del Pacífico a estudiar Administración.
El 8 de marzo de 1997, se casó con la psicóloga Viviana Monge Valle Riestra, con quien tuvo una hija llamada Aíssa, nacida en 1998. Bertie cuenta con ascendencia italiana y británica.
En 2022, salió del armario públicamente en el programa de televisión MagalyTV, la firme, donde también confirmó que mantuvo una breve relación sentimental con el escritor Jaime Bayly.

## Fallecimiento

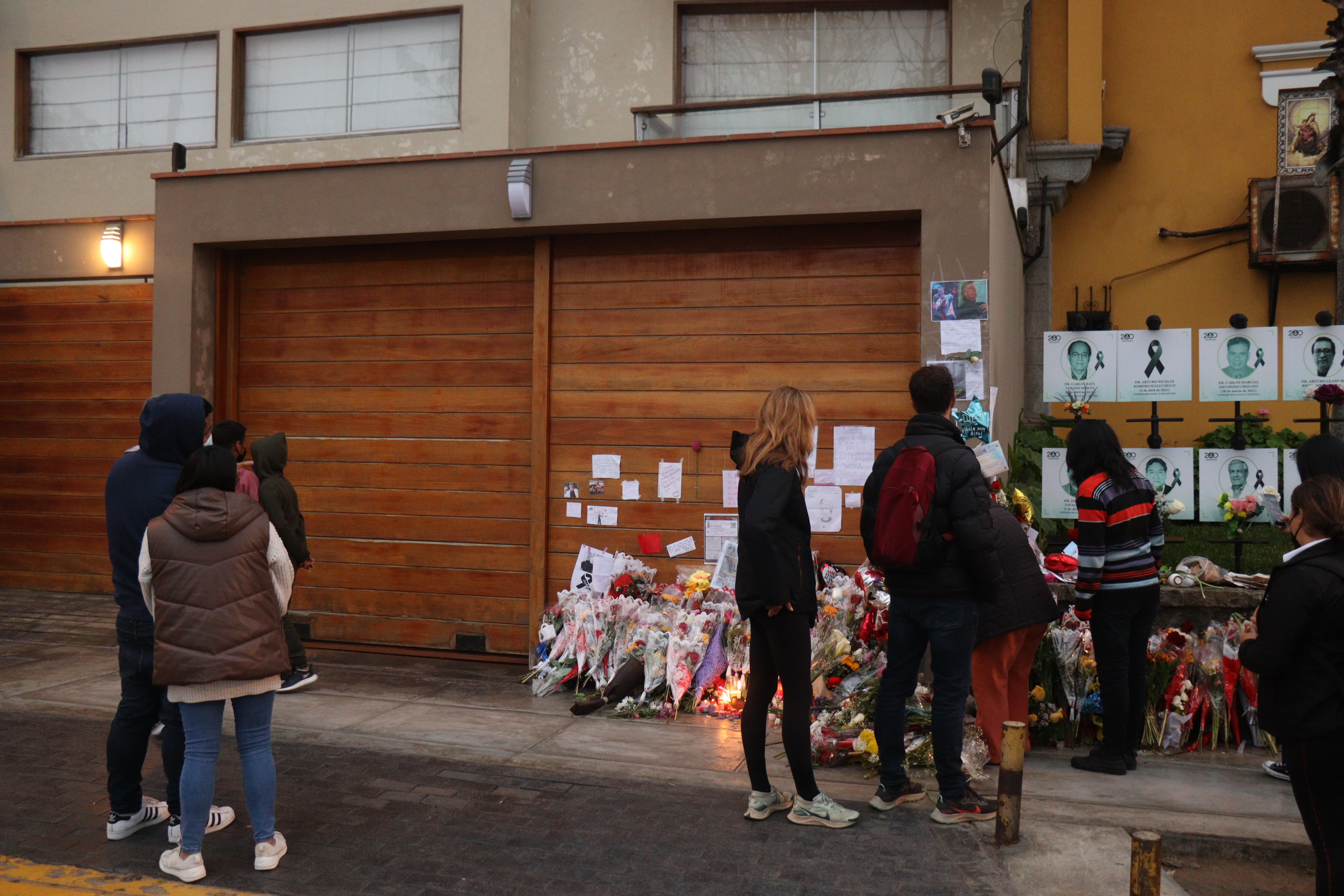
Fanes reunidos ante un memorial en el departamento donde residía Diego Bertie, cuatro días después de su fallecimiento.

La madrugada del 5 de agosto de 2022, fue encontrado muy malherido por un vigilante tras caer desde el piso 14 del edificio en el que residía en el distrito de Miraflores, en Lima. Falleció camino al hospital aproximadamente a las 4:00 a. m.
Los restos de Bertie fueron cremados en estricto privado en el cementerio Jardines de La Paz de La Molina y sus cenizas fueron enterradas en ese mismo cementerio.
Se desconocen las causas exactas, pero se cree que es más probable que haya sido un accidente y que Bertie no tuvo intención de quitarse la vida.

## Filmografía

### Telenovelas
- Rosa de América (1988), Ignacio
- El hombre que debe morir (1989), Baby
- Natacha (1990-1991), Pedro
- Fandango (1992-1993), Bruno Strombombi
- Escuela de la calle, pirañitas (1994), Sergio
- Canela (1995), Adrián Elguera
- Obsesión (1996), Leonardo Ratto
- Pisco Sour (1996)
- La noche  (1996), Joaquín Falcón
- Leonela, muriendo de amor (1997), Pedro Luis Guerra Morales
- Cosas del amor (1998), Gonzalo «Chalo» García León
- Amantes de luna llena (2000), Simón Luna
- Cazando a un millonario (2001), Felipe Castillo
- Vale todo (2002), Iván Meireles
- Eva del Edén (2004), Roldán de Astorga y Carrasco
- Decisiones (2005), varios roles
- La ex (2006), Sergio Estévez
- Yuru, la princesa amazónica (2007), Leo
- Tiempo final (2007), Miguel (episodio «La última cena»)
- Amas de casa desesperadas (2008), Antonio Guerrero
- Bermúdez (2009), Gonzalo Lleras
- Los exitosos Gomes (2010), Martín Gomes / Gonzalo Guerra
- Hotel Otelo (2014), Gerardo
- Al fondo hay sitio (2015-2016), Sergio Estrada
- El Cazafortunas (2015)
- El regreso de Lucas (2016), Honorio Cárdenas
- De vuelta al barrio (2017-2021), Luis Felipe Sandoval

### Cine
- Ultra Warrior (1990), Phil
- Full Fathom Five (1990), Miguel
- Reportaje a la muerte (1993), camarógrafo
- Todos somos estrellas (1993)
- Sin compasión (1994), Ramón Romano
- Bajo la piel (1996), Gino Leyva
- El bien esquivo (2001), Jerónimo de Ávila
- Muerto de amor (2002), Mario
- El atraco (2004, Bolivia), Bernal
- Piratas en el Callao (2005), voz
- Desierto infernal
- Batallas en silencio
- Los Andes no creen en Dios (2007, Bolivia), Alfonso Claros
- Esto huele mal (2007)
- Muero por Muriel (2007), Bernie
- Una sombra al frente (2007), Enrique Aet
- ¡Que difícil es amar! (2018)
- La banda presidencial (2022)
- La herencia de Flora (2024)
- Soltera, casada, viuda, divorciada (2023), Leonardo[cita requerida]

## Teatro
- Annie (1987)
- Fantástikos
- Simón, como Simón Bolívar
- Yepeto, como Antonio
- Un don Juan en el Infierno, como Juan
- Contragole
- Eclipse total, como Arthur Rimbaud
- Locos de amor, como Eddie
- Bodas de sangre (1994), como Leonardo
- La vida es sueño (1994), como Segismundo
- Las tres hermanas, como Vershinin
- Edipo Rey, como Edipo
- El rey Lear, Edgar
- Fausto (2001)
- La ópera de los tres centavos (2003)
- Te amo María (2004)
- El jardín secreto (2007)
- Una gran comedia romana (2008), como Miles Gloriosus, Teatro Peruano Japonés.[21]
- Una pulga en la oreja (2009)
- La jaula de las locas (2010), como Georges, Teatro Peruano Japonés.
- ¿Y dónde está el tenor? (2011), como Tito Merelli, Teatro La Plaza.
- Carmín, el musical (2011), como Mariano Tovar, Teatro Marsano.
- El próximo año, a la misma hora (2012), como George, Teatro Marsano.
- Duelo de ángeles (2013), como Mark Dolson, Teatro Marsano.
- La novicia rebelde (2013), como capitán von Trapp
- R y J (2013), director
- Los locos Addams, el musical (2013), como Homero
- La jaula de las locas (2014), como Georges, Teatro Peruano Japonés.
- Mamma Mía! (2015-2017), como Sam Carmichael

## Discografía

### Con Imágenes
- Nuestra versión (1988)

### Como solista
- Fuego azul (1997)
- Cuando llega el amor (2003)

## Premios y nominaciones
| Año  | Premio                                                              | Nominación            | Categoría                                        | Resultados |
| ---- | ------------------------------------------------------------------- | --------------------- | ------------------------------------------------ | ---------- |
| 1994 | Festival Internacional del Nuevo Cine Latinoamericano de La Habana. | Sin compasión         | Mejor actor protagónico                          | Ganador    |
| 2000 | Premio El Sol de Oro de México                                      | Cosas del amor        | Mejor actor protagónico de telenovela            | Ganador    |
| 2001 | Premios Palmas de Oro                                               | Cosas del amor        | Mejor actor protagónico de telenovela extranjera | Ganador    |
| 2004 | Premio Telenovela Bulgaria                                          | Cazando un millonario | Mejor actor protagónico                          | Ganador    |